# Cascades Wailua
Les cascades Wailua són unes cascades de 26 m d'altura situades a prop de Lihue (Kauai, Hawaii) que formen part del riu Wailua. Les cascades apareixen en els crèdits d'obertura de la sèrie de televisió Fantasy Island.
Hi ha camins que es dirigeixen cap a la part inferior de les cascades, però està ple de fang i pot ser relliscós. El «camí» més allunyat de l'aparcament és menys pronunciat que el camí més proper. Antigament, els homes hawaians saltaven des de la part alta de les cascades per demostrar la seva virilitat. Actualment, algunes persones segueixen saltant des de la part alta, tot i que és perillós i il·legal. El 2016, un home va saltar des de dalt de les cascades i va quedar inconscient, però va evitar una mort segura quan algú va nedar cap a la piscina per salvar-lo. La piscina és ideal per a la natació, però hi ha corrents ràpides prop de les cascades.
A prop es troben les cascades 'Opaeka'a.